# L'Obsession de l'or
Pour plus de détails, voir Fiche technique et Distribution.
L'Obsession de l'or est un film muetfrançais réalisé par Segundo de Chomón, sorti en 1906.

## Fiche technique
- Titre : L’obsession de l'or
- Réalisation : Segundo de Chomón
- Date de sortie : France : 5 octobre 1906
- Société de production : Pathé Frères
- Pays de production :  France
- Durée : 7 minutes